# Herrschertitel
Der Herrschertitel steht dem Oberhaupt in einem monarchisch geführten Staat zu.

König Ludwig XIV. von Frankreich (Louvre)

In den Teilen Europas außerhalb Deutschlands war die Gleichwertigkeit niederer Adelstitel mit einem Herrschertitel die Ausnahme, sodass hier lediglich bei höchsten Adelstiteln davon ausgegangen werden durfte, dass sie als Herrschertitel verstanden werden konnten. Dazu zählten und zählen bis heute:
- Kaiser – abgeleitet aus dem Namen Cäsars für Imperator. Gleichwertig dazu Schah, Padischah, Sultan, Kalif, Empereur, Zar, Khagan (Großkhan, Khan aller Khane), der chinesische Sohn des Himmels, der japanische Tennō, der äthiopische König der Könige (Neguse Negest) und der indische Großmogul
- König – oder auch Rex (lat. für König), King, Konung, Roi, Rey, Rè, Malik, Khan
- Großherzog – über dem Herzog stehend (Prädikat: königliche Hoheit); heute lediglich: Großherzogtum Luxemburg – engl.: Grand Duke
- Herzog – mit dem englischen Duke vergleichbar oder Hertig, Duc, Duque, Duca;
- Landgraf und Markgraf – fürstlicher Rang eines Grafen, Herrscher über eine Landgraf- oder Markgrafschaft
- Fürst – oberster Rang in einem Fürstentum (heute nur noch Liechtenstein, Monaco, Wales und Asturien) – Prince, Furste, Principe

## Herrschertitel nach Ländern
Obwohl einem Großteil der Adelstitel eine angemessene Übersetzung in andere europäischen Sprachen zugrunde liegt, gibt es Unterschiede in ihrer Rangordnung, der Titelhierarchie. Im folgenden Abschnitt sind die Titel einiger wichtigerer europäischer Staaten in absteigender Ranghöhe zueinander angeordnet.

### Antikes Griechenland
Zunächst nur der Basileus, dann Archon eponymos, Basileus, Archon polemarchos, Thesmothet

### Antikes Rom
Imperator, Augustus, Caesar, Senator, (zugelassen für die Ämter: Censor, Konsul/Prokonsul, Prätor/Proprätor, Ädil, Quästor), Eques (zugelassen für die Ämter: Präfekt, Prokurator)

### Kaiserreich Äthiopien
Neguse Negest (König der Könige), Enderasse, Negus, Ras, Dejazmach, Fitawrari

### China
Sohn des Himmels (Gott-)Kaiser (天子,  tiānzǐ) sowie die 5 Adelsklassen 公侯伯子男,  gōng hóu bó zǐ nán: 公爵 (Herzog),侯爵 (Markgraf),伯爵 (Graf),子爵 (Vicomte), 男爵 (Baron)

### Frankreich
(Empereur) Roi, Pair de France, Duc, Marquis, Comte, Vicomte, Baron, Chevalier, Ecuyer

### Heiliges Römisches Reich / Österreich
Im Westfälischen Frieden erhielten alle reichsunmittelbaren Territorialherren im Heiligen Römischen Reich deutscher Nation die Landeshoheit über ihr „Staatsgebiet“ zugesprochen, darunter auch sehr kleine Einheiten. Dies führt dazu, dass hier historisch auch sehr niederrangige Adelstitel (siehe dort) Herrschertitel sein konnten.
Kaiser, König, Kurfürst, Erz-/Großherzog, Herzog, Mark-/Land-/Pfalzgraf, (Reichs-)Fürst, (Reichs-)Graf, Freiherr, Baron, Ritter, Junker, Edler
Die Bedeutung der Titel veränderte sich im Laufe der Zeit (siehe Stammesherzöge – Titularherzöge). Im Heiligen Römischen Reich, welches neben dem heutigen Deutschland und Österreich auch Liechtenstein, Luxemburg, Belgien, die Niederlande (bis 1648), die Schweiz (bis 1648), Tschechien (Böhmen), Slowenien und Teile des heutigen Polens, Frankreichs und Italien umfasste, spielte es eine erhebliche Rolle, wer der Lehnsherr des jeweiligen Landesherrn war. Reichsunmittelbare Gebiete und die zugehörigen Titel waren z. B. Herrschaften, freie Reichsstädte, Reichsgrafen, Reichsfürsten. Fürsten mit dem Recht zur Kaiserwahl trugen den Titel Kurfürst zusätzlich zu dem Titel des mit der Kurwürde verbundenen Fürstentums. Sie stellten die ranghöchsten Adelsklasse nach dem Kaiser bzw. König dar. Mit dem Ende des Heiligen Römischen Reiches fiel der Kurtitel fast überall (Ausnahme: Kurfürstentum Hessen) weg. Einige Kurfürstentümer wurden zu Königreichen oder Großherzogtümern. Adelstitel, die nicht vom Reich, sondern von einem König, Großherzog etc. vergeben wurden, sind entsprechend keine Reichs-, sondern Land- bzw. z. B. preußische Junker.

### Iran(Perserreich)
Großkönig später Schah/Schahanschah, Khan, Emir

### Italien
Re, Principe, Duca, Marchese, Conte, Visconte, Barone, Nobile, Cavaliere, Patrizio

### Japan
Tennō, Kampaku, Shogun, Tandai, Daimyō, Hatamoto, Omemie, Gokenin (Samurai)

### Nordafrika
Dey

### Osmanisches Reich
Kalif, Sultan, Diener der beiden heiligen Stätten, Emir, Scheich, (persönlicher Amtsadel: Pascha, Bey, Aga)

### Polen
König, Woiwode, Comes, Baro

### Portugal
Rei, Grande de Portugal, Duque, Marquès, Conde, Visconde, Barão, Senhor, Fidalgo

### Russland
Царь/Великий князь/Император/Князь императорской крови, Принц, Герцог, Князь, Граф, Барон

### Schweden
Konung, Greve, Friherre (Baron)

### Spanien
Rey, Grande de España, Duque, Marqués, Conde, Vizconde, Barón, Señor, Hidalgo

### Länder der böhmischen KroneundUngarn
König, (Prinzen, aber nur die Kinder des Königs), Magnaten: Ererbte Mitglieder des Magnatenstandes: Grafen, Barone und Untitulierte (von, de), verliehene Magnaten: Grafen, Barone, von/de; Adel, der nicht Mitglied des Magnatenstandes war. (Weitere Titel wie der Fürstentitel würde einigen zur Führung erlaubt, waren aber im Rang weiter dem ursprünglich böhmischen/ungarischen zugehörig)

### Vereinigtes Königreich
King, Lord

## Beispiel

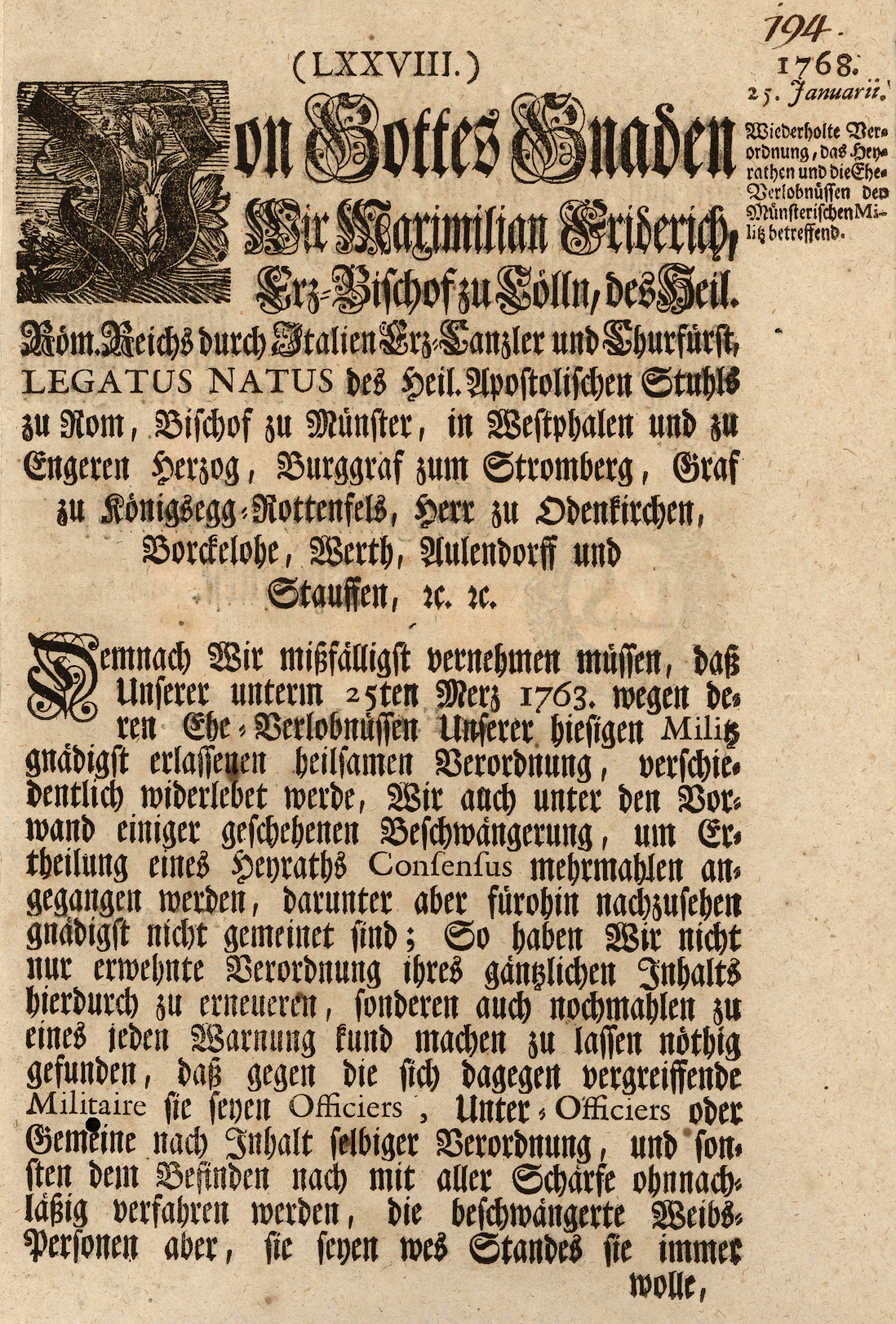
Abdruck einer Urkunde des Kölner Erzbischofs und Kurfürsten mit großem Titel

Da ein Herrscher über eine Vielzahl von Territorien gebieten kann, gibt es den Großen Titel, der alle diese Gebiete mit dem jeweiligen Titel – im Rang absteigend und innerhalb des gleichen Rangs nach dem Alter des Erwerbs – vollständig aufzählte. Als Beispiel hier der Große Titel des Kaisers von Österreich:
Franz Joseph I., von Gottes Gnaden Kaiser von Österreich, Apostolischer König von Ungarn, König von Böhmen, von Dalmatien, Kroatien, Slawonien, Galizien, Lodomerien und Illyrien, König von Jerusalem etc., Erzherzog von Österreich, Großherzog von der Toskana und Krakau, Herzog von Lothringen, von Salzburg, Steier, Kärnten, Krain und der Bukowina, Großfürst von Siebenbürgen, Markgraf von Mähren, Herzog von Ober- und Nieder-Schlesien, von Modena, Parma, Piacenza und Guastalla, von Auschwitz und Zator, von Teschen, Friaul, Ragusa und Zara, gefürsteter Graf von Habsburg und Tirol, von Kyburg, Görz und Gradiska, Fürst von Trient und Brixen, Markgraf von Ober- und Nieder-Lausitz und in Istrien, Graf von Hohenembs, Feldkirch, Bregenz, Sonnenberg etc., Herr von Triest, von Cattaro und auf der Windischen Mark, Großwoiwode der Woiwodschaft Serbien etc. etc.